# Kim Kum-il
Kim Kum-Il (Pyongyang, 10 de outubro de 1987), é um futebolista Norte-Coreano que atua como atacante. Atualmente, joga pelo April 25.

## Gols internacionais
| #  | Data                   | Local              | Oponente    | Placar | Resultado | Competição         |
| -- | ---------------------- | ------------------ | ----------- | ------ | --------- | ------------------ |
| 1. | 24 de dezembro de 2007 | Bangkok, Tailândia | Uzbequistão | 2–2    | Vitória   | King's Cup de 2007 |